# متحف عايد ترابين
متحف عايد ترابين (1975-) هو باحث فلسطيني متخصص في علم المتاحف، من مواليد المملكة الأردنية الهاشمية. مؤسس "أكاديمية علم المتاحف الفلسطيني والعربي" ومتحف "تراث من عبق التراب" في باريس. يُعرف بلقب الحارس الأمين للتراث الفلسطيني، ويعد من الشخصيات العربية البارزة في مجال توثيق التراث الثقافي والإثنوغرافي على مستوى العالم. يحمل درجة الدكتوراه في علم المتاحف من جامعة السوربون في باريس
هو من الجيل الخامس من نسل الدكتورة حاكمة عايد ترابين، مؤسسة أول متحف رسمي في فلسطين، " التراث يأتي من رائحة الأرض " عام 1790، واعترفت بها الإمبراطورية العثمانية رسميًا في عام 1885، والانتداب البريطاني في عام 1929. وهو ابن عم عثمان عيدي، المعروف بنشاطاته في سوريا وفرنسا، حيث لعب دورًا دبلوماسيًا غير رسمي، حيث كان يعتبر السفير غير الرسمي لسوريا في فرنسا. اسمه الأول، الذي اختارته له جدته حليمة ويعني "المتحف". وبعد ست سنوات من العمل ضمن المجلس الدولي للمتاحف (ICOM)، شارك في إنشاء لجنة ICOM فلسطين، حيث شغل منصب منسق المتاحف الخاصة والعامة داخل فلسطين وخارجها.

## حياته
وُلد الباحث متحف في أسرة بدوية فلسطينية تنتمي إلى قبيلة العايد ترابين، التي عُرفت تاريخيًا بدورها البارز في الطب والقضاء والعلوم الثقافية. وجاء اسمه يحمل دلالة رمزية فريدة، إذ أطلقت عليه جدته، الطبيبة حليمة عايد ترابين (1894–2014)، اسم "متحف" تعبيرًا عن وصية عائلية تاريخية، تتمثل في مواصلة حمل إرث ثقافي كبير يتمثل في حماية التراث الفلسطيني والترويج له عالميًا. وقد كرّست جدته حياته منذ صغره لهذا الهدف، فأرسلته إلى روسيا وفرنسا وسويسرا لتعلم علم المتاحف، ضمن رؤية تربوية تجمع بين الثقافة والهوية والدبلوماسية الدولية.
يمتلك خبرة نظرية وعملية في الدبلوماسية الثقافية الدولية، والتي طورها من خلال خبرته في علم المتاحف الروسي والياباني والفرنسي والسويسري. وبناءً على توصية جدته، تدرب على ممارسات المتاحف في متحف الإرميتاج الحكومي في سانت بطرسبرغ، حيث كان تحت إشراف ميخائيل بيوتروفسكي، مدير المتحف، الذي دربه ليصبح خبيراً في التراث والثقافة الفلسطينية، من العصر العثماني إلى يومنا هذا. مجال خبرته هو المنسوجات الفلسطينية والتطريز والأزياء والمجوهرات والتمائم. منذ عام 2022، التحق ببرنامج الدكتوراه في جامعة السوربون حيث يكتب أطروحة حول موضوع "الملابس والزينة والممتلكات الشخصية والأشياء ذات المعتقدات الشعبية من العصر العثماني إلى نهاية الانتداب البريطاني في المجموعات الفلسطينية الخاصة،"التراث والبناء التذكاري". كما يشارك في الأبحاث الطبية، وخاصة في مجالات الجراحة، والعلاج بالتدليك، والعلاج الطبيعي ودراسة النباتات الطبية.
منذ عام 2000، كان يقوم بعمل يهدف إلى الاعتراف بعلم المتاحف الفلسطيني كمجال أكاديمي متكامل في علم المتاحف العام، ويستند هذا المفهوم، الذي ابتكرته وطورته عائلته، إلى أسس اجتماعية وثقافية وطبية تعود إلى نهاية القرن الثامن عشر على الأقل. في عام 2022، أنشأ مدرسة المتاحف الفلسطينية والعربية في باريس، وهو مديرها. قد تم الاعتراف رسميًا بمساهمته في الحفاظ على التراث الفلسطيني في فلسطين وعلى المستوى الدولي، وفي سبتمبر 2024 تم تعيينه ممثلاً للاتحاد العام للمؤرخين والآثاريين في فلسطين في القارة الأوروبية، في مايو 2025 سفيراً للمجتمع الأرشيفي في الاتحاد الأوروبي والاتحاد السويسري والاتحاد الروسي.

## مسيرته المهنية

#### التعليم الدبلوماسي الثقافي في فلسطين
تم تعيين متحف العايد ترابين من قبل جدته حليمة  ترابين، مسؤولاً عن متحف التراث من عبق التراب، لتمثيل الثقافة والتراث الفلسطيني والعربي دولياً. المتخصص في التاريخ والمتاحف الفلسطينية والشامية منذ عام 2000، وخبير في التراث والثقافة الفلسطينية منذ العصر العثماني وحتى يومنا هذا. يركز عمله على المنسوجات الفلسطينية والتطريز والأزياء والمجوهرات والتمائم.
لقد تم نقل تدريبه الأولي إليه من قبل جدته. استند هذا التدريب الثقافي الشامل على المعرفة البدوية التقليدية (التاريخ والشعر والطب والحرف والثروة الحيوانية والزراعة) والتفكير النقدي والانغماس بين الأديان والثقافات، وتكليفه بمهام تدريبية مع العائلات السامرية والمسلمة والمسيحية. الاسم الأول " متحف " أعطي له رمزياً، كان أول تعريف لمتحف بعلم المتاحف من خلال جدته حيث تعلم كيفية التعرف على الأشياء وتأريخها وحفظها من مجموعة العائلة منذ عام 1970. خلال السنوات العشر الأولى من حياته، كانت تفاعلاته الاجتماعية تقتصر على الأشخاص الذين تزيد أعمارهم عن مائة عام، وفقًا لمبدأ تعليمي يركز على الاستماع إلى كبار السن ونقل المعرفة بين الأجيال.
في عام 2005، انضم متحف إلى المجلس الثقافي التابع لوزارة الثقافة الفلسطينية. وفي عام 2022 حصل على دعم كتابي من منير أنسطاس، المندوب الدائم لدولة فلسطين لدى اليونسكو، لدعم إنشاء مدرسة المتاحف الفلسطينية والعربية في باريس.

#### العمل الدبلوماسي الثقافي في روسيا
نشأ متحف عايد ترابين إلى جانب ميخائيل بيوتروفسكي، مدير متحف الإرميتاج الحكومي ورئيس اتحاد المتاحف الروسي، حيث اكتسب معرفة نظرية وعملية متينة في الدبلوماسية الثقافية الدولية من خلال علم المتاحف. تم دمجه في برنامج يشرف عليه مركز هيرميتاج التعليمي للشباب، وهي دورة تشكل جزءًا من استمرارية المبادرات التعليمية التي بدأتها جدته، حليمة أيدي ترابين. هناك تعمق في معرفته بالتاريخ الأوروبي والفن والثقافة والدبلوماسية الثقافية الدولية. درس متحف علم المتاحف في الجامعة، وحصل على درجة الماجستير مع مرتبة الشرف الممتازة من معهد سانت بطرسبرغ الحكومي للثقافة، ليصبح أول فلسطيني وعربي يحصل على هذا التميز. خلال فترة وجوده في متحف الإرميتاج، التقى متحف شخصيات ثقافية دولية، مثل هيوغو دي شافاجناك، والقنصل العام الفرنسي في سانت بطرسبرغ، جيرالدين نورمان، ومستشارة ميخائيل بيوتروفسكي ومديرة مؤسسة أصدقاء الإرميتاج في المملكة المتحدة، بالإضافة إلى مسؤولي المتحف الإيطالي مثل المدير التنفيذي لمؤسسة الإرميتاج في إيطاليا، موريزيو شياكوني، والمدير العام للمتحف الأثري الوطني في نابولي، باولو جوليريني. ساهمت هذه التفاعلات في إثراء فهمه للثقافات الأوروبية وتعزيز مهاراته في الدبلوماسية الثقافية. في عام 2016، أصبح متحف عضوًا في الجمعية الإمبراطورية الأرثوذكسية الفلسطينية بناءً على توصية شخصية من سيرجي فاديموفيتش ستيباشين، وفي عام 2019، انضم إلى الوفد الروسي إلى المجلس الدولي للمتاحف بناءً على توصية شخصية من ميخائيل بيوتروفسكي، وحصل على بطاقة عضوية مماثلة لجواز السفر الدبلوماسي للمتحف. من خلال هذه المكانة، قام بجمع أرشيفات عن التراث الفلسطيني، بما في ذلك وثائق من عهد الإمبراطورية العثمانية والإمبراطورية الروسية والاتحاد السوفييتي، بالتعاون مع مؤسسات روسية مثل متحف الإرميتاج والجمعية الأرثوذكسية الإمبراطورية الفلسطينية.

#### العمل الدبلوماسي الثقافي في اليابان
في عام 2019، شارك متحف في المؤتمر العام للمجلس الدولي للمتاحف في كيوتو كمتخصص في التاريخ والمتاحف الفلسطينية وبلاد الشام من متحف الإرميتاج في روسيا. يتيح له هذا الحدث إقامة اتصالات مع متخصصين في التراث من مختلف البلدان، بما في ذلك فرانسوا ميريس، وهو متخصص معترف به في علم المتاحف والرئيس السابق للجنة المتاحف الدولية التابعة للمجلس الدولي للمتاحف من عام 2013 إلى عام 2019. خلال إقامته في اليابان، استكشف العديد من مجموعات المتاحف العامة والخاصة التي تعمل على الترويج للتراث المادي الفلسطيني. يهتم بشكل خاص بالمجموعات الموجودة في المؤسسات اليابانية، بما في ذلك متحف أوساكا الإثنوغرافي. ويمتلك الأخير مجموعة كبيرة من الأشياء الفلسطينية - بما في ذلك الأثاث والمجوهرات والتمائم والمنسوجات المطرزة - التي حصل عليها في سبعينيات القرن العشرين من جامعة التحف وداد قعوار. يؤدي هذا الاكتشاف إلى التعاون مع أمناء المتاحف اليابانيين. علاوة على ذلك، حدد العديد من مذكرات الرحلات التي كتبها الزوار اليابانيون إلى فلسطين في القرنين، والتي توفر مادة تحليلية إضافية عن الممارسات الثقافية الفلسطينية والحياة اليومية في هذه الفترات.

#### العمل الدبلوماسي الثقافي في فرنسا
منذ عام 2022، التحق متحف ببرنامج الدكتوراه في جامعة السوربون بانتيون. تركز أطروحته على الملابس والحلي الشعبية والأشياء المرتبطة بالمعتقدات الشعبية، منذ بداية العصر العثماني حتى نهاية الانتداب البريطاني، في المجموعات العامة والخاصة. يهدف بحثه إلى تحليل التراث والبناء التذكاري حول هذه الأشياء، وفي العام نفسه أسس مدرسة المتاحف الفلسطينية والعربية في باريس، وهي مؤسسة خاصة غير ربحية أنشئت في عام 2022 وتقع في الدائرة الثامنة، يضم المرفق مكتبة وأرشيفًا ودار نشر بالإضافة إلى المجموعة الإثنوغرافية، التي أنقذتها عائلته بعد عام 1948.
في باريس، التقى بالعديد من الجهات الفاعلة في القطاع الثقافي - الأكاديميين والدبلوماسيين وخبراء التراث وممثلي الجمعيات - الذين دعموه في تطوير المشاريع المرتبطة بالحفاظ على التراث الثقافي الفلسطيني وتعزيزه.

#### العمل الدبلوماسي الثقافي في تركيا
في عام 2021، شارك متحف في الندوة الدولية حول تاريخ الصحة في فلسطين في العصر العثماني في جامعة البيروني في إسطنبول، حيث قدم بحثه الإثنوغرافي حول طب النقب البدوي والتمائم من القرنين الأخيرين من الحكم العثماني في فلسطين، من خلال مثال متحف "تراث من عبق الأرض". في هذه المناسبة أعادت الجمهورية التركية التأكيد على الاعتراف الرسمي بالمتحف العائلي من قبل الدولة العثمانية في عام 1885.

#### العمل الدبلوماسي الثقافي في سويسرا
معنيًا بتعزيز التفاهم المتبادل، يدرس متحف مساهمات العلماء البروتستانت في البحث الإثنوغرافي حول الأرض المقدسة منذ عام 2024. وقد تعاون مع شخصيات رئيسية في المجال الإثنوغرافي الفلسطيني، بما في ذلك توماس ستاوبلي، أمين متحف الكتاب المقدس + المشرق بجامعة فريبورغ ومحرر أطلس التراث الريفي الفلسطيني لإسحاق الحروب، وكذلك ستيفاني لوفاسز، أمينة متحف الثقافات في بازل. كما التقى العابد، أمينة المجموعة البدوية في المتحف الإثنوغرافي بجامعة زيورخ، وزوجة المرحومة إليزابيث بياسيو، التي ساهمت بشكل كبير في توثيق 523 قطعة من ثقافة البدو في النقب المحفوظة في متحف الجامعة. توج عمله بنشر كتاب Beduinen im Neguev: Vom Zelt ins Haus. في سبتمبر 2024، دعا متحف زيورخ الإثنوغرافي متحف عايد ترابين لإلقاء محاضرة حول كيفية قراءة وفهم التاريخ الاجتماعي للبدو الفلسطينيين من خلال أزيائهم خلال البرنامج الختامي لمعرض "أعمال فنية؟ 5 أسئلة عن التطريز من النقب". بالإضافة إلى ذلك، التقى متحف مع مارغريتا سكينر، مؤلفة كتابين مرجعيين عن التطريز الفلسطيني، وبريجيت شون، ممثلة بيت وداد قعوار للزي العربي في أوروبا.

#### العمل الدبلوماسي الثقافي في الأردن
يشارك متحف في تعداد المجموعات الخاصة والعامة للتراث الفلسطيني في الأردن منذ عام 2021. التقى بالعديد من الجهات الفاعلة التي تلعب دورًا مهمًا على الساحة الأردنية للثقافة الفلسطينية، ومن بينهم الصحفي الثقافي نضال برقان، والمستشارة الدولية ريم بسيسو وجامعي الأعمال الفنية وداد قعوار، وحنا صديق، وسمير أبو دهيس، وعلي ناصر، وسميح مسعود، وأمل عيسى، وهو دبلوماسي فلسطيني من يافا درس وعمل في باريس وهو من أنشأ مركز المباركون الصغير الثقافي في عمان وله مجموعة فنية. حوالي مائة ثوب فلسطيني. وقد تم تأسيسه وورثه عن والدته، وتم التبرع بجزء منه إلى مدرسة المتاحف الفلسطينية والعربية (EMPEA). في مارس 2025، شارك متحف في مؤتمرين حول التراث الفلسطيني وبناء النصب التذكارية في مقر المباركون ومركز بيت شقير الثقافي. ويناقش الدور الأساسي الذي تلعبه نساء قبيلته باعتبارهن "حارسات للذاكرة" في الحفاظ على التراث البدوي الفلسطيني وكذلك دور جمعية EMPEA في بناء الذاكرة الفلسطينية والحفاظ عليها. في مايو 2025، تمت دعوة متحف إلى المؤتمر الثاني لمؤرخي القدس " القدس إلى أين؟" نظمها مركز طلال لدراسات القدس في عمان حيث ناقش أهمية دراسة وحفظ تراث القدس كجزء لا يتجزأ من المتاحف الفلسطينية.

#### العمل الدبلوماسي الثقافي الدولي
يشارك متحف أيدي ترابين في جهود الحفاظ على التراث الثقافي الفلسطيني من خلال العديد من المؤسسات الوطنية والدولية. عضو في المجلس الثقافي التابع لوزارة الثقافة الفلسطينية منذ عام 2005، وهو ناشط أيضاً في المجلس الدولي للمتاحف (ICOM). وفي عام 2025، شارك في الإنشاء التاريخي للوفد الفلسطيني في ICOM فلسطين، وهي المرة الأولى بعد عدة محاولات فاشلة قادها شخصيات بارزة مثل توفيق كنعان. تم تنفيذ هذا المشروع بالتنسيق مع الخدمات الدبلوماسية للمجلس الدولي للمتاحف في باريس ووزارة السياحة والآثار الفلسطينية، وبالتعاون مع اللجنة العلمية للسجل الوطني للمقتنيات. ومن بين المشاركين في هذا المشروع الدكتور عوني شوامرة، عضو اللجنة العلمية للسجل الوطني للمجموعات السفير منير أنسطاس، الممثل الدائم السابق لفلسطين لدى اليونسكو في باريس السفير صفوت إبراغيث، الممثل الحالي؛ الأستاذ الدكتور شرقي دهمالي، رئيس منظمة المتاحف العربية؛ والمهندس راشد بوخاش نائب رئيس المنظمة نفسها. في الوقت نفسه، يتعاون متحف عايد ترابين مع العديد من المؤسسات الثقافية والتراثية الدولية، وهو منتسب إلى الجمعية الإمبراطورية الأرثوذكسية الفلسطينية، والمجلس الدولي للأرشيف، والمجلس الدولي للآثار والمواقع. حيث يشارك في الحفاظ على الأرشيفات والآثار الفلسطينية. يعكس عمله نهجًا تعاونيًا للترويج للتراث الفلسطيني على الساحة العالمية.
منذ سبتمبر 2024، يمثل متحف عايد ترابين الاتحاد العام للمؤرخين والآثاريين في فلسطين في القارة الأوروبية. في مايو 2025، تم تعيينه سفيرًا للمجتمع الأرشيفي لدى الاتحاد الأوروبي والاتحاد السويسري والاتحاد الروسي. وقد حظيت أنشطتها في مجال حماية التراث الثقافي الفلسطيني بدعم مؤسسي، سواء في فلسطين أو على المستوى الدولي.

#### تطوير علم المتاحف الفلسطيني
يرتبط متحف عايد ترابين بتطوير المفهوم الأكاديمي لعلم المتاحف الفلسطيني، وهو المجال الذي طورته عائلته منذ تسعينيات القرن الثامن عشر، والذي تم إدخاله إلى الأوساط الأكاديمية منذ عام 2000. علم المتاحف الفلسطيني هو مفهوم أكاديمي يحدد التوجه السردي والتعليمي والتربوي والفلسفي والعلمي، فضلاً عن التنظيم الفني والقانوني والإداري لمجموعات التراث الفلسطيني. وهو مجال مستقل يقع ضمن علم المتاحف المتخصص. ويتم تصميم هذا النهج بما يتناسب مع الخصائص الفريدة لفلسطين، فيما يتعلق بتراثها الثقافي وتاريخها وهويتها، فضلاً عن إطارها الاقتصادي والاجتماعي. ويهدف إلى تنظير أدوار المتاحف الفلسطينية ووضع الوسائل لتحقيقها موضع التنفيذ. يهدف علم المتاحف الفلسطيني إلى الحفاظ على الماضي والعناية بالحاضر بروح حماية صحة البشرية، بنفس الطريقة التي يهتم بها الطب بالجسد ويعمل بنشاط من أجل مستقبل مزدهر للبشرية. يمنح علم المتاحف الفلسطيني المتاحف مكانة مهمة داخل المجتمع الفلسطيني، بحيث يمكن للسكان والأوساط الأكاديمية الاعتماد عليها لحماية وتعزيز الهوية الثقافية الفلسطينية. وُلدت هذه المؤسسة من رؤية عائلية مبنية على أهداف مؤسسية طويلة الأمد، مبنية على التفاهم المتبادل والسلام والتقارب بين الشعوب، ويهدف التزامها قبل كل شيء إلى الحفاظ على التراث الفلسطيني باعتباره عنصراً أساسياً من التراث العالمي. كما تهدف إلى المشاركة في نقل المعرفة والثقافة إلى الأجيال الجديدة في جميع أنحاء العالم، مما يساعد على إثارة فضولهم وتمهيد الطريق نحو السلام الدائم على نطاق دولي.
غالبًا ما تفتقر المتاحف في جميع أنحاء العالم إلى معلومات مفصلة عن القطع الأثرية والإثنوغرافية الفلسطينية، والتي غالبًا ما يتم تصنيفها تحت تسميات واسعة أو غامضة مثل "أشياء من الشرق الأوسط", "من العالم الإسلامي" أو "أشياء عربية". وتنشأ هذه المشكلة إلى حد كبير عن نقص الخبراء المتخصصين في علم المتاحف الفلسطيني، وخاصة في مجال الأشياء الإثنوغرافية. في هذا السياق، يركز عمل متحف أيدي ترابين على توثيق وتسييق وتقييم الأشياء الفلسطينية التي يعود تاريخها إلى الفترة ما بين 1517 و1948. ويتمثل نشاطها في التعاون مع المؤسسات العامة والخاصة بهدف تبادل المعرفة المتخصصة، وتسهيل التعرف على القطع الأثرية، وتشبيك الباحثين وأمناء المتاحف العاملين في مجال المتاحف الفلسطينية. يهدف هذا العمل إلى سد بعض الثغرات العلمية، وتعزيز أدوات الوساطة الثقافية، والمساهمة في إعادة بناء الذاكرة الجماعية الفلسطينية ونقلها.
وقد تم الاعتراف بالتزام متحف عايد ترابين بتطوير هذا المفهوم من قبل الجامعات والحكومات والمؤسسات في جميع أنحاء العالم: في الجمهورية الفرنسية، والاتحاد الروسي، والاتحاد السويسري، ودولة اليابان، والمملكة الأردنية الهاشمية، وجمهورية تركيا، ودولة فلسطين.
في عام 2021، قدم متحف عايد ترابين رسميًا علم المتاحف الفلسطيني في عمان في المنتدى الذي نظمته وزارة الثقافة في دولة فلسطين بعنوان " مناهج جديدة لبناء سرد تاريخي وطني لفلسطين والمنطقة". في مارس 2023، قام أيضًا بالترويج لهذا المجال البحثي في مؤتمر دولي في بيت لحم حول التاريخ والآثار والتراث الثقافي، حيث قدم بحثه حول العديد من القطع النادرة من مجموعة مها السقا (السيدة مها السقا)، وهي جامعة مشهورة للأزياء الفلسطينية والبدوية من بيت لحم. هذا البحث بعنوان التمائم والحلي الفلسطينية كمصدر للمتاحف الفلسطينية: نموذج محافظة بيت لحم (التميم والحلي الفلسطيني كأحد مصادر علم المتاحف الفلسطينية - محافظة بيت لحم أونموذجا) نموذج عملي لعلم المتاحف الفلسطينية.

## إنجازاته
- تأسس متحف "تراث من عبق التراب" في باريس عام 2022، إحياءً للمتحف الأصلي الذي أنشأته جدته الكبرى الدكتورة حاكمة عايد ترابين في قرية غزالة شمال بئر السبع عام 1790، ويضم المتحف ما يقارب 10,000 قطعة توثق ملامح الحياة الفلسطينية قبل عام 1948، من بينها أكثر من 250 ثوبًا تراثيًا، ومجموعة من المجوهرات والأدوات الطبية الشعبية، وطوابع ونقود وأوراق مالية قديمة، وأرشيفات تعود إلى القرن السابع عشر، إضافة إلى مكتبة تحتوي على أكثر من 1000 كتاب، ويُعد المتحف مركزًا بحثيًا نشطًا يستقبل العلماء والباحثين وطلاب الدراسات العليا، ويُعنى بتقديم التراث الفلسطيني باعتباره جزءًا من الإرث الإنساني العالمي.
- تأسيس"الأكاديمية الفلسطينية لعلم المتاحف" وهي مؤسسة بحثية مرخصة رسميًا، تتخذ من الدائرة الثامنة في باريس مقرًا لها، على بُعد دقائق من متحف اللوفر، وتهدف إلى تطوير علم المتاحف ضمن السياق الفلسطيني والعربي، وتعزيزه كمجال أكاديمي معترف به دوليًا يجمع بين البحث الإثنوغرافي، والتوثيق الثقافي، والبعد الدبلوماسي للثقافة.[41]
- عمل الدكتور متحف ترابين، مع الباحثة الفرنسية كلمنتينا بولي، لمدة 15 عام لإصدار كتاب موسّع يوثق: (سيرة وتاريخ عائلة عايد ترابين، تطور علم المتاحف الفلسطيني، الدور الذي لعبته العائلة في حماية التراث وطرق الحج، تأثير النكبة على التراث الفلسطيني، فلسفة التراث كأداة للمقاومة الثقافية).

## مساهماته
له مجموعة من المساهمات منها:
- يشغل منصب الممثل الأوروبي للاتحاد العام للمؤرخين الآثاريين في فلسطين، والمنسق الدولي في المجلس الدولي للمتاحف (ICOM) التابع لليونسكو نيابة عن "إيكوم فلسطين".
- يعمل من خلال الأكاديمية والمتحف على إرساء جسور التفاهم الثقافي بين الشعوب، ويعتبر التراث الفلسطيني جزءًا من التراث الإنساني الشامل.
- نجح في تحقيق اعتراف دول أوروبية عدة بعلم المتاحف الفلسطيني كمجال أكاديمي مستقل ومتكامل.

## تأثير العائلة عليه
لعبت نساء الأسرة دورًا مركزيًا في مسيرته، خاصة الطبيبة حاكمة عايد ترابين التي أسست أول متحف فلسطيني عام 1790، والطبيبة حليمة عايد ترابين التي كرّست حياتها لحماية التراث والطب البدوي. وتُبرز أبحاث الدكتور متحف الرابط الوثيق بين الحفاظ على التراث واستمرارية الذاكرة الجماعية والهوية الفلسطينية.